# Hemiacris sudanicus
Hemiacris sudanicus är en insektsart som beskrevs av Willy Adolf Theodor Ramme 1929. Hemiacris sudanicus ingår i släktet Hemiacris och familjen gräshoppor. Inga underarter finns listade i Catalogue of Life.